# 100万年の幸せ!!
「100万年の幸せ!!」（ひゃくまんねんのしあわせ）は、桑田佳祐の楽曲。自身の3枚目のベスト・アルバム『I LOVE YOU -now & forever-』の収録曲として、タイシタレーベル / SPEEDSTAR RECORDSから2012年7月18日に発売された。作詞はさくらももこ、作曲・編曲は桑田佳祐が担当。
2016年2月26日にはダウンロード配信、2019年12月20日にはストリーミング配信を開始した。

## 背景
フジテレビ系アニメ『ちびまる子ちゃん』のエンディングテーマに2012年4月1日から2017年10月1日まで5年半使用された楽曲。
かねてからさくらももこは桑田のファンであったといい、作曲の依頼の手紙を歌詞と共に桑田の元に送り、さくらの綴った世界中の幸せを願う内容に桑田が共感したことから制作が実現した。桑田は本楽曲を気に入っており、後年に「凄く好きな曲」と語っている。

## 制作・音楽性
桑田の話によると、さくらからの手紙が届いたのは2012年1月7日であり、文量の多い手紙ではなかったが、当時の世相や子供達の将来のことや「つたない詞を作ったんですけども、曲を作ってくれませんか、ずうずうしくてごめんなさい」といった旨が書かれており、手紙を受け取った翌日までにはさっそく作曲に取りかかっている。
さくらが書いた歌詞はメロディを作りやすくするための配慮か、1行の字数が全て揃っていたとのことで「これは非常に、作曲をする立場としては非常にありがたいなと思って」とコメントしている。制作途中には「さくら先生、ここ1文字加えていいですか?」といったようなやりとりも行われていた。
春らしい軽快なテンポの楽曲となっている。

## タイアップ
- フジテレビ系アニメ『ちびまる子ちゃん』エンディングテーマ。

## エピソード
- ミュージック・ビデオはアニメーションで表現され、アニメで描かれた桑田が、まる子をはじめとする『ちびまる子ちゃん』の登場人物[注釈 1]と共演している。一部を編集してエンディング映像として使用しているが歌詞テロップはゴシック体に変更されている。このMVはミュージック・ビデオ集『MVP』に収録されている[5][8][9]。
- 2012年のライブツアー『I LOVE YOU -now & forever-』では、本編の最後に挿入され、2番以降は斎藤誠、金原千恵子らサポートメンバー全員が楽器を置いて桑田と共にダンスを披露した。この演出は桑田が「ゴールデンボンバーで行くぞ」と提案したことがきっかけである[10]。
- その後も桑田とさくらの交流は続き、さくらは桑田夫妻からのプレゼントと花をアミューズのスタッフを経由して貰い[11]、桑田もさくらから額に入った直筆の絵が多数送られ自宅に飾っている[3]。
- 最後の使用となった2017年10月1日放送の『ちびまる子ちゃん』1時間スペシャルでは、さくらの脚本により茅ヶ崎市と鎌倉市を舞台とし桑田が初めてキャラクターとしてアニメ本編に出演（声は西谷修一が担当）した「茅ヶ崎の約束」が放送された。この回では挿入歌として「波乗りジョニー」「勝手にシンドバッド」が使用された[12]。
- 2018年8月27日にさくらの訃報が報じられたことを受け、桑田は同年9月1日放送の自身のラジオ番組『桑田佳祐のやさしい夜遊び』（TOKYO FM）で、冒頭と終盤にさくらを追悼するコメントを述べ、制作時のエピソードやその後の交流を語ったうえで、生歌のコーナーで本楽曲を歌唱した[13]。
- 桑田は同年11月16日に青山葬儀所で営まれた「さくらももこさん ありがとうの会」に参列し、献歌として本楽曲を歌っている[14][15]。また、『平成三十年度! 第三回ひとり紅白歌合戦』でも本楽曲をさくらへの追悼として西城秀樹の「YOUNG MAN (Y.M.C.A.)」とのメドレーとして歌唱した[16]。

## 参加ミュージシャン
- 桑田佳祐:Vocal, Chorus, Hand Claps
- 斎藤誠:Electric Guitar
- 曽我淳一:Keyboards, Computer Programming
- 原由子:Chorus

## 収録アルバム
| 曲名            | 作品名                     |
| --------------- | -------------------------- |
| 100万年の幸せ!! | I LOVE YOU -now & forever- |
| 100万年の幸せ!! | いつも何処かで             |

## ミュージック・ビデオ収録作品
| 曲名            | 作品名 |
| --------------- | ------ |
| 100万年の幸せ!! | MVP    |

## ライブ映像作品
| 曲名            | 作品名                                                                  | 備考                                                                            |
| --------------- | ----------------------------------------------------------------------- | ------------------------------------------------------------------------------- |
| 100万年の幸せ!! | 桑田佳祐 LIVE TOUR & DOCUMENT FILM 「I LOVE YOU -now & forever-」完全盤 | 前述の通りゴールデンボンバーを意識したエアバンドスタイルでの披露となった。      |
| 100万年の幸せ!! | 平成三十年度! 第三回ひとり紅白歌合戦                                    | 生演奏。2番のサビが省略されている。                                             |
| 100万年の幸せ!! | お互い元気に頑張りましょう!! -Live at TOKYO DOME-                       | 上述の流れを踏襲しエアバンドスタイルでの披露となり、2番のサビが省略されている。 |